# 間頜光魚
間頜光魚（学名：Ichthyococcus intermedius）为輻鰭魚綱巨口鱼目光器鱼科的其中一種。分布於太平洋區，包括澳洲、夏威夷群島、加羅林群島及巴布亞紐幾內亞等海域，屬深海魚類，棲息深度0-590公尺，體長可達5.3公分。

## 扩展阅读
維基物種上的相關：間頜光魚